# 印度洋鮃
印度洋鮃（学名：Bothus swio），為輻鰭魚綱鰈形目鰈亞目鮃科的其中一種，為熱帶海水魚，分布於西印度洋莫三比克北部外海海域，棲息深度可達88公尺，棲息在底層水域，生活習性不明。